# 동탄인덕원선
동탄인덕원선(東灘仁德院線)은 경기도 안양시 동안구 관양동 인덕원역과 화성시 동탄동 동탄역을 이을 수도권 전철 노선이며, 초기 노선명은 인덕원~동탄 복선전철(仁德院~東灘 複線電鐵)이었다.

## 개요
본래 수원, 안양을 비롯한 경기도 서남부 주민의 교통 편의를 위해 1번 국도 노선을 따라서 인덕원역 - 고천 - 북수원 - 수원야구장 - 수원월드컵경기장 - 수원시청 - 수원종합버스터미널 - 병점역 전철로 계획, 2003년부터 추진된 노선이었다. 그러나 2007년에 타당성이 부족하다는 결론이 나게 되고, 전철 노선을 최초 검토안 중 하나였던 인덕원역 - 고천 - 북수원 - 수원야구장 - 수원월드컵경기장 - 광교중앙역 - 수원남부경찰서 - 영통역 - SRT 동탄역 - 서동탄역으로 조정하여 인덕원~수원 복선전철이라는 명칭으로 국토해양부 (현 국토교통부)가 2010년에 예비타당성 조사를 요청, 긍정적인 결과가 나오면서 재추진되었다.
하지만 GTX와 동탄신교통수단 (동탄선 트램) 노선으로 인해 인덕원-수원 복선전철의 사업성이 하락한다는 이유로 2012년에 타당성 재조사를 거치게 되었고, 결국 2014년에는 타당성 증진을 위해 광교중앙역 대신에 법원사거리를 경유하고, 동탄1신도시 바깥으로 우회하는 종전 노선에서 동탄1신도시 중심축을 통과하는 노선으로 사업 계획을 변경하였다. 이는 수원시내로부터의 접근성 향상을 꾀하고, 향후 동탄2신도시로의 연장을 감안한 것이었다.
기본계획을 수립하는 과정에서는 각 지자체마다 주민들의 요구가 발생되었다. 안양시에서는 호계사거리, 용인시에서는 흥덕지구, 화성시에서는 능동마을 경유가 각각 요구되었다.. 그리고 수원시에서는 기존 노선 상에 북수원역 추가가 요구되었다. 이렇게 지자체에서 요구된 사항을 반영하여 2015년 10월에 비로소 기본계획안이 확정되었다. 그러나, 노선이 변경되자 역사 두 곳(영통입구역, 경희대역)을 추가로 신설해달라는 요구가 발생되었고
, 기본 설계는 미뤄졌다. 노선이 변경되면서 사업비가 크게 늘자 기획재정부가 KDI에 설계적정성 검토를 의뢰했기 때문이다. 검토 결과 호계사거리·흥덕역·능동역 반영시 노선 연장이 4.5km가 늘게 되고, 역사가 4개가 추가되어 사업비가 3,983억원이 늘어나 사업 타당성이 낮을 것으로 예측되었다. 다만 북수원역(교육원삼거리)의 경우 기존 노선 위에 건설되므로 타당성이 있는 것으로 결론이 났다.
2018년 3월 29일 국토교통부에서 기본계획을 고시했고, 노선 명칭이 인덕원~동탄 복선전철로 바뀌었다. 아직 역의 정확한 위치는 확정되지 않았고, 이에 따라 최종 노선은 기본계획안에서 변경 또는 수정되거나 일부 조정될 수 있다.
2021년 7월 19일, 역명심의위원회에서 노선명을 동탄인덕원선으로 의결했다.

## 연혁
- 2003년 12월 30일 : 건설교통부 인덕원 ~ 병점 전철 계획 대도시권광역교통위원회에 보고.[12]
- 2007년 3월 : 인덕원-병점 전철 건설사업 예비타당성조사
- 2010년 10월 : 인덕원-병점 건설사업 타당성 검토
- 2011년 4월 : 제2차 국가철도망 구축계획 (2011 ~ 2020) 반영 (국토해양부(현 국토교통부))
- 2011년 11월 : 인덕원-수원 복선전철 건설사업 예비타당성조사 - B/C : 0.95, AHP : 0.515
- 2012년 10월 : 타당성재조사 대상사업 통보 - GTX 사업, 동탄신교통수단에 따른 영향 검토
- 2014년 10월 : 국토교통부에서 사업계획 검토 - 수요 증대 및 경제성 확보를 위해 법원사거리 경유 및 동탄신도시 최단거리 통과노선으로 변경
- 2014년 11월 : 타당성재조사 통과 - B/C : 0.95, AHP : 0.507
- 2015년 10월 : 기본계획안 확정[13]
- 2016년 4월 : 기획재정부에서 KDI 한국개발연구원에 추가된 4개 역사 및 변경 노선에 대해 설계적정성 검토 의뢰[14]
- 2018년 3월 29일 : 추가 4개 역사를 포함하여 인덕원 ~ 동탄 복선전철 건설사업으로 기본계획 고시[15]. 단, 흥덕역의 경우 용인시의회의 결정에 따라 제외될 수 있음.
- 2018년 4월 30일 : 용인시의회, “흥덕역 업무협약 선결처분 승인의 건” 가결.[16]
- 2023년 12월 29일: 사업실시계획승인 고시 및 착공[17]

## 역 목록
| 역 번호 | 역명             | 로마자 역명                | 한자 역명        | 접속 노선                                                     | 역간 거리 (km) | 누적 거리 (km) | 소재지 | 소재지 |        |
| ------- | ---------------- | -------------------------- | ---------------- | ------------------------------------------------------------- | -------------- | -------------- | ------ | ------ | ------ |
|         | 인덕원           | Indeogwon                  | 仁德院           | ● 수도권 전철 4호선                                           | -              | -              | 경기도 | 안양시 |        |
|         | 안양농수산물시장 |                            |                  |                                                               | 2.3            | 2.3            | 경기도 | 안양시 |        |
|         | 호계             | Hogye                      | 虎 溪            |                                                               |                | 1.8            | 경기도 | 안양시 | 4.1    |
|         | 오전             | Ojeon                      | 五 全            |                                                               |                | 1.6            | 경기도 | 5.7    | 의왕시 |
|         | 고천(의왕시청)   | Gocheon (Uiwang City Hall) | 古 川(義王市廳)  |                                                               |                | 1.5            | 경기도 | 7.2    | 의왕시 |
|         | 수원월드컵경기장 | Suwon World Cup Stadium    | 水原월드컵競技場 |                                                               |                | 4.4            | 경기도 | 11.6   | 수원시 |
|         | 수원야구장       | Suwon Baseball Stadium     | 水原野球場       |                                                               |                | 1.6            | 경기도 | 13.2   | 수원시 |
|         |                  |                            |                  |                                                               | 4.1            | 16.3           | 경기도 |        | 수원시 |
|         |                  |                            |                  |                                                               | 1.9            | 18.2           | 경기도 |        | 수원시 |
|         |                  |                            |                  |                                                               | 1.4            | 19.6           | 경기도 |        | 수원시 |
|         |                  |                            |                  |                                                               | 1.5            | 21.1           | 경기도 | 용인시 |        |
|         | 영통             | Yeongtong                  | 靈通             | ● 수도권 전철 수인·분당선                                     | 3.5            | 24.6           | 경기도 | 수원시 |        |
|         |                  |                            |                  |                                                               | 1.6            | 26.2           | 경기도 | 용인시 |        |
|         |                  |                            |                  |                                                               | 2.3            | 28.5           | 경기도 | 화성시 |        |
|         |                  |                            |                  |                                                               | 1.6            | 30.1           | 경기도 | 화성시 |        |
|         |                  |                            |                  |                                                               | 1.4            | 31.5           | 경기도 | 화성시 |        |
|         | 동탄             | Dongtan                    | 東灘             | 🚅SRT ● 수도권 광역급행철도 A노선 서동탄역(병점기지선) 연결선 | 2.2            | 33.7           | 경기도 | 화성시 |        |

- 차량기지: 병점차량사업소